# Операция Custom Tailor
Операция Custom Tailor — операция Военно-морских сил США 10 мая 1972 года против Северного Вьетнама. В операции принимал участие самый большой флот крейсеров и эсминцев Военно-морских сил США в истории Вьетнамской войны.

## Операция
В мае 1972 года в западной части Тихого океана была собрана самая крупная группа кораблей США со времён Второй мировой войны. В ночь с 9 на 10 мая на полуострове До Сон началась подготовка к операции «Custom Tailor». Во время операции, несмотря на сильное сопротивление противника, были поражены военные объекты в радиусе четырёх миль от Хайфона. В ходе операции принимало участие 3 крейсера (USS Newport News, USS Providence, USS Oklahoma City) и 2 эсминца (USS Hanson, USS Buchanan).
В 1 час 30 минут 10 мая 1972 года началась операция с продвижения USS Hanson, который вскоре вошел в гавань Хайфона, с целью подавления береговой батареи Северного Вьетнама. В это же время остальные корабли начали минировать вход в гавань, чтобы лишить силы Северного Вьетнама возможности использовать порт Хайфона. Операция закончилась полным успехом Военно-морских сил США. Эсминец USS Hanson за эту операцию получил благодарность.